# Fontaine Chataigner
La fontaine Chataigner est une fontaine située à Bléneau, en France.

## Localisation
La fontaine est située dans le département français de l'Yonne, sur la commune de Bléneau.

## Historique
L'édifice est inscrit au titre des monuments historiques en 1984.